# Радовање (Ориовац)
Радовање је насељено место у саставу општине Ориовац у Бродско-посавској жупанији, Република Хрватска.

## Историја
До територијалне реорганизације у Хрватској налазило се у саставу старе општине Славонски Брод.

## Становништво
На попису становништва 2011. године, Радовање је имало 288 становника.

## Попис1991.
На попису становништва 1991. године, насељено место Радовање је имало 348 становника, следећег националног састава:
| Попис 1991.‍  | Попис 1991.‍  | Попис 1991.‍ | Попис 1991.‍ | Попис 1991.‍ |
| ------------ | ------------ | ----------- | ----------- | ----------- |
|              |              |             |             |             |
| Хрвати       | Хрвати       |             | 322         | 92,52%      |
| Срби         | Срби         |             | 13          | 3,73%       |
| Словенци     | Словенци     |             | 1           | 0,28%       |
| неопредељени | неопредељени |             | 3           | 0,86%       |
| непознато    | непознато    |             | 9           | 2,58%       |
| укупно: 348  |              |             |             |             |